# 大野明男
大野 明男（おおの あきお、1930年〈昭和5年〉9月12日 - ）は、日本の思想家、社会運動家。社会評論家。

## 来歴
東京生まれ。旧制東京都立第三中学校、東京陸軍幼年学校、旧制群馬県立桐生中学校、旧制浦和高等学校を経て、東京大学に入学。東京大学教養学部の学生自治会委員長としてレッドパージ反対闘争を指揮し、退学処分を受ける。東大を中退後、東大生協、業界紙記者を経てフリーになる。自らの全学連（全日本学生自治会総連合）の経験を踏まえた学生運動や世代論に関する発言を中心に新中間層、経済、経営の分野に及ぶ幅ひろい評論活動を展開する。兄の評論家・大野力と共に思想の科学研究会を活動の拠点とし、思想の科学研究会の事務局長、会長もつとめた。なお、著書の『70年はどうなる―<見通し>と<賭け> 』(1969)は、三島由紀夫によって論争的に取り上げられた（『三島由紀夫全集35巻』）。

## 主要著作
- 『全学連－その行動と論理』（1968）
- 『70年はどうなる―<見通し>と<賭け> 』（1969）
- 『世代論』（1975）
- 『全学連血風録』（1976）
- 『異議あり!』（1982）
- 『わが人生、旅に想う　―異議あり2―』（2009）